# Ла Рю, Филибер-Бенуа де
Филибер-Бенуа де Ла Рю, известный как Ла Рю Старший (фр. Philibert-Benoît de La Rue dit La Rue l’aîné; 1718 — 11 марта 1780, Париж) — французский художник-баталист, живописец, рисовальщик и гравёр. Ученик художника-баталиста Шарля Парроселя.

## Биография

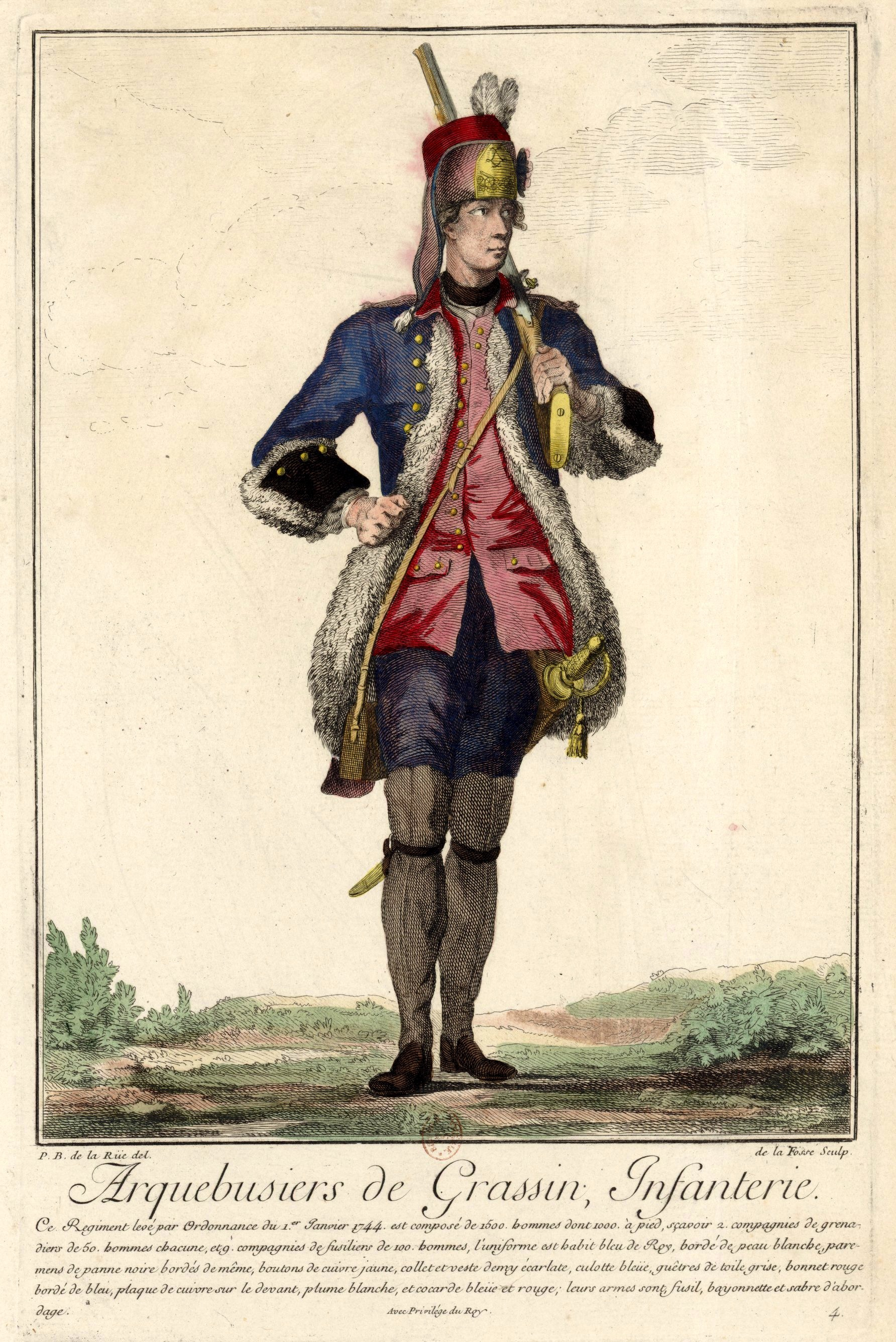
Аркебузиры де Грассен. Из серии «Пехота XVIII века». 1746—1748. Офорт, раскраска акварелью. Национальная библиотека Франции, Париж

После обучения у Шарля Парроселя в 1748 году Ла Рю получил вторую премию Королевской академии живописи и скульптуры, утвердившей его академиком в 1753 году. Именно он завершил картину «Битва при Лауффельде», начатую его учителем. Филибер-Бенуа не успел прославиться, поскольку из-за психического расстройства в 1756 году был заключён в психологическую клинику Нотр-Дам-де-Вертю в Париже и был более не в состоянии заниматься живописью.
У него был брат Луи-Феликс Деларю, известен как рисовальщик и живописец.